# Каспофунгін
Каспофунгін — напівсинтетичний протигрибковий препарат з групи ехінокандинів, що є похідними ліпопептидів для парентерального застосування. Каспофунгін уперше синтезований компанією Merck & Co.

## Фармакологічні властивості
Каспофунгін — напівсинтетичний протигрибковий препарат з групи ехінокандинів. Препарат має як фунгіцидні, так і фунгістатичні властивості, що залежать від виду збудника захворювання. Механізм дії каспофунгіну полягає в інгібуванні синтезу (1,3)-β-D-глюкану, що є важливим компонентом клітинної стінки багатьох патогенних грибків. До препарату чутливі грибки Candida spp.; Aspergillus spp.; Sporothrix schenckii; пневмоцисти. До препарату нечутливі грибки роду Cryptococcus.

### Фармакокінетика
Після внутрішньовенного введення каспофунгін швидко розподіляється в організмі, біодоступність препарату становить 100 %. Каспофунгін на 97 % зв'язується з білками плазми крові та не проникає в еритроцити. Високі концентрації препарату досягаються в легенях, печінці, селезінці, кишечнику. Каспофунгін погано проникає через гематоенцефалічний бар'єр. Препарат проникає через плацентарний бар'єр та виділяється в грудне молоко. Метаболізується препарат в печінці. Виводиться каспофунгін з організму з сечею у вигляді метаболітів. Виведення каспофунгіну з плазми крові повільне, складається з кількох фаз. Період напіввиведення препарату в основній фазі становить 9-11 годин, в кінцевій фазі становить 27 діб. Період напіввиведення препарату збільшується у осіб з печінковою та нирковою недостатністю.

## Показання до застосування
Каспофунгін застосовується при інвазивному кандидозі у дорослих та дітей, інвазивному аспергільозі у дорослих та дітей при неефективності інших протигрибкових препаратів, емпірична терапія при підозрі на грибкову інвазію в хворих з фебрильною нейтропенією.

## Побічна дія
При застосуванні каспофунгіну можливі наступні побічні ефекти:
- Алергічні реакції — часто (1—10 %) висипання на шкірі, свербіж шкіри, еритема шкіри, гарячка; нечасто (0,1—1 %) бронхоспазм, кропив'янка.
- З боку травної системи — часто (1—10 %) нудота, блювання, діарея; нечасто (0,1—1 %) біль в животі, запор, дисфагія, метеоризм, асцит, холестаз, гепатомегалія, жовтяниця, токсичний гепатит.
- З боку нервової системи — часто (1—10 %) головний біль; нечасто (0,1—1 %) запаморочення, парестезії, порушення смаку, дезорієнтація, тривожність, безсоння.
- З боку серцево-судинної системи — нечасто (0,1—1 %) тахікардія, аритмія, фібриляція передсердь, серцева недостатність, артеріальна гіпо- або гіпертензія, набряки.
- З боку дихальної системи — часто (1—10 %) задишка; нечасто (0,1—1 %) тахіпное, кашель, закладеність носа, свистяче дихання.
- З боку сечовидільної системи — нечасто (0,1—1 %) гостра або хронічна ниркова недостатність.
- З боку опорно-рухового апарату — часто (1—10 %) артралгія; нечасто (0,1—1 %) міалгія, болі в спині, болі в кінцівках.
- Зміни в лабораторних аналізах — часто (1—10 %) анемія, лейкопенія, зниження гематокриту, підвищення рівня білірубіну в крові, підвищення активності амінотрансфераз і лужної фосфатази в крові, гіпокаліємія, гіпоальбумінемія; нечасто (0,1—1 %) тромбоцитопенія, еозинофілія, лімфопенія, тромбоцитоз, нейтропенія, гіпомагніємія, гіперглікемія, підвищення рівня креатиніну та сечовини в крові.
- Місцеві реакції — нечасто (0,1—1 %) флебіт, еритема, набряк, гіперемія, крововилив, болючість у місці ін'єкції.

## Протипокази
Каспофунгін протипоказаний при підвищеній чутливості до препарату. З обережністю препарат призначають при вагітності та печінковій недостатності. Під час лікування каспофунгіном рекомендовано припинити годування грудьми.

## Форми випуску
Каспофунгін випускається у вигляді порошку в флаконах для ін'єкцій по 50 та 70 мг.